# Виесата
Ви́есата (устар. Виесате, Вейсатин, Вессат, Вессатен; латыш. Viesata, Viesāte, Viesate, Remtes upe, Smuku upe, Vēžu upe) — река в Латвии, левый приток верхнего течения Абавы в бассейне Венты. Течёт по территории Ремтской волости Салдусского края и Виесатской, Яунпилсской и Ирлавской волостей Тукумского края.
Длина реки составляет 51,76 км (по другим данным — 41 км). Площадь водосборного бассейна равняется 194 км² (по другим данным — 217 км²). Объём годового стока — 0,049 км³. Уклон — 1,4 м/км, падение — 59 м.
Виесата начинается на высоте 111,1 м над уровнем моря, вытекая из озера Ремтес с восточной стороны около южной окраины села Ремте. Течёт в основном на северо-восток по Салдусскому всхолмлению и Спарненской волнистой равнине Восточной Курземской возвышенности на западе страны. Около устья пересекается с региональной автодорогой P104 (Тукумс — Ауце — 

Латвийско-литовская граница). Устье Виесаты находится в 121 км по левому берегу Абавы на высоте 51,3 м над уровнем моря, напротив села Васки.
Основные притоки: Плата-Лиекне, Кипа, Прусене.